# Bruno Bedosti
Bruno Bedosti (Felegara, 16 novembre 1912 – Pesaro, 19 aprile 1954) è stato un calciatore italiano, di ruolo attaccante.

## Carriera
Gioca con la Vis Pesaro (a più riprese) e con il Fano (fino al 1933); fa poi parte della squadra riserve della Lazio (Lazio II,  che partecipa al Campionato di 1ª Divisione, equivalente alla 3ª serie nazionale), per poi passare all'Anconitana. Gioca nuovamente con Fano e Vis Pesaro e milita infine in Serie B con Padova e Verona.
A lui è stata dedicata una società di calcio e una via a Pesaro.